# Aquaman

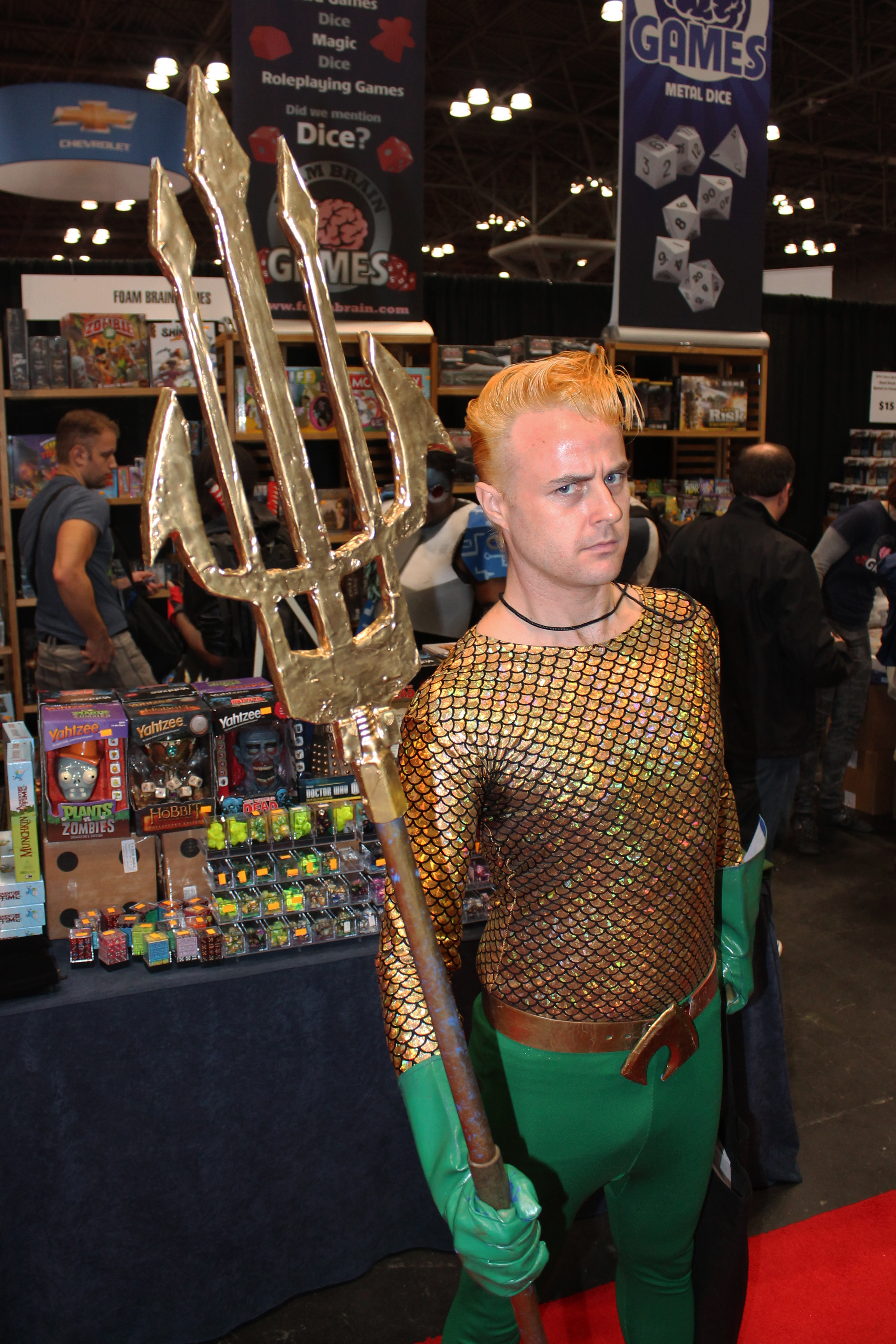
Aquaman-Cosplay (2014)

Aquaman (früher im deutschsprachigen Raum auch bekannt als Wassermann (Bildschriftenverlag) und Seekönig (Aller-Verlag)) ist ein Superheld der gleichnamigen Comicreihen vom US-amerikanischen Comicverlag DC Comics. Die Rechte an der Figur liegen beim DC-Eigner WarnerMedia.
Die Figur des Aquaman wurde von Paul Norris und Mort Weisinger geschaffen. Norris schrieb die Geschichten um Aquaman und Weisinger setzte sie zeichnerisch um. Aquaman hatte seinen ersten Auftritt 1941 in US-More Fun Comics #73.
Im Dezember 2018 erschien der Film Aquaman, der erste eigenständige Kinofilm um die Figur des Aquaman.

## Beschreibung
Im Laufe ihrer über 70-jährigen Geschichte wurde die Figur mehrfach überarbeitet. Dies betrifft sowohl Aquamans optische Erscheinung als auch seine Hintergrundgeschichte. Ursprünglich wurde Aquaman mit kurzen blonden Haaren, orangem, engem Shirt und grüner, enger Hose dargestellt. Im Laufe seiner Geschichte wurde er kurzzeitig mit einem blauen Tarnfarbenanzug versehen. Anfang der 90er wurde er zu einem rüderen, langhaarigen, bärtigen Mann mit nacktem muskulösem Oberkörper und einer Hakenhand. So wurde er auch in der Zeichentrickserie Die Liga der Gerechten dargestellt. Die Hakenhand wurde später gegen eine technologische Hand, die Aquaman telepathisch kontrollieren konnte, ausgetauscht. In der späteren Comicreihe Aquaman: Sword of Atlantis kehrte Aquaman wieder zu seinem klassischen Aussehen, mit kurzen blonden Haaren, orangem, engem Shirt und grüner, enger Hose zurück.
Obwohl erst im Silver Age popularisiert, ist Aquaman eine Figur des Golden Age. Von Paul Norris und Mort Weisinger erschaffen, mit seinem ersten Auftritt in Ausgabe #73 der More Fun Comics 1941, so bekämpfte er zur Zeit des Zweiten Weltkrieges deutsche U-Boote und Kriegsschiffe. Seinen letzten Auftritt in den More Fun Comics hatte Aquaman 1946 in Ausgabe #107, fortan erschienen seine Geschichten in den Adventure Comics. Nach dem Krieg verschwand er nicht in der Versenkung, sondern seine Hintergrundgeschichte wurde ab 1959 näher ausgearbeitet. Als Arthur Curry, so sein richtiger Name, ist er der Sohn des Meeresforschers Tom Curry, der auf Atlantis stieß, und Atlannas, einer Einwohnerin dieser sagenumwobenen Unterwasserstadt. So entwickelte er die Fähigkeit, unter Wasser zu atmen und mit Meerestieren zu kommunizieren. Hinzu kamen übermenschliche Stärke, Widerstandskraft und Geschwindigkeit. Die Hintergrundgeschichte wurde später abgewandelt, bei der etwa Aquamans Vater ein Leuchtturmwärter war, seine Mutter eine Ausgestoßene aus Atlantis. Im Zuge des Multiversums der 1960er wurde diese mit verschiedenen „Aquamen“ erklärt, einer Deutung, die sich langfristig jedoch nicht etablierte.
Von 1962 erhielt Aquaman seine erste, bis 1971 laufende Serie, die ab 1977 fortgeführt wurde. Ab den 1970er-Jahren entwickelte sich Aquaman zunehmend zu einer als lächerlich und schwach wahrgenommenen Figur. Gründe dafür liegen etwa in neu zugeschriebenen Schwächen, wie, dass er stündlich mit Wasser in Berührung kommen musste, sonst stürbe er. Vor allem aber in seiner Darstellung in der ab 1973 ausgestrahlten Zeichentrickserie Super Friends, die ihn außerhalb von Gewässern als ziemlich nutzlosen Charakter darstellte, der zudem mit Fischen „sprach“ und im Vergleich zu anderen Mitgliedern der Gerechtigkeitsliga so als „Witzfigur“ wahrgenommen wurde. Dieses Bild sollte Aquaman nie mehr loswerden, wie sich bis heute in der Memekultur zeigt, sowie in diversen popkulturellen Referenzen, wie in The Big Bang Theory (Episode: Der peinliche Kuss (2010)), bei Robot Chicken, Family Guy oder der Parodie The Deep in The Boys (2019).

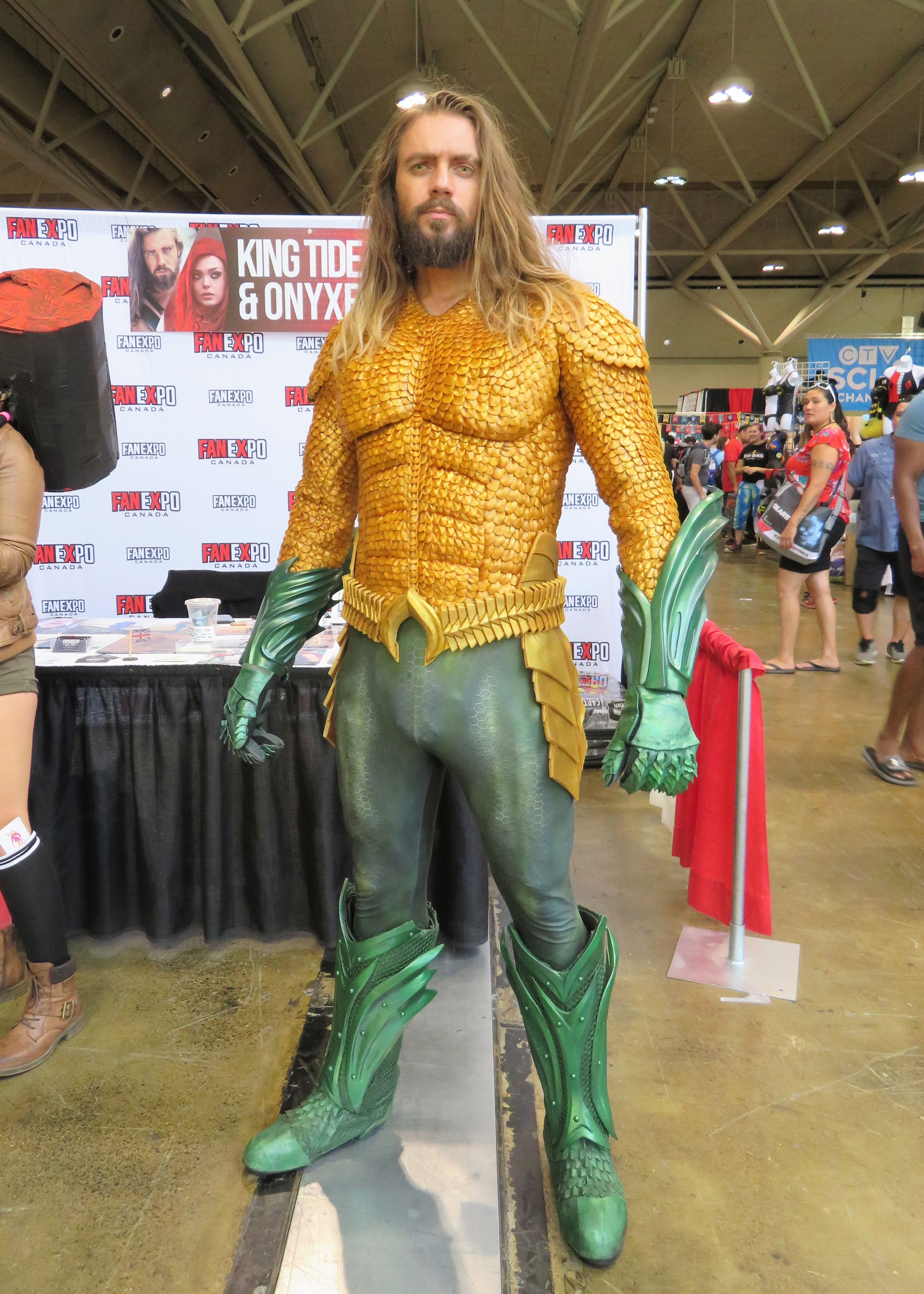
Aquaman-Cosplay (2019)

Ab 1985 startete DC die Crisis of Infinite Earths-Handlungsreihe, die das Comicuniversum von Grund auf überarbeiten sollte. Der ab 1986 von Neal Pozner neu geschaffene Aquaman, komplett in blauem Kostüm, war in mehreren Miniserien aktiv, konnte sich aber nicht durchsetzen. Wesentlich prägender war der von Peter David 1990 neu interpretierte Aquaman, der mit der bisherigen Figur brach und ab 1991 eine eigene Serie erhielt. Zwar wurde an der Hintergrundgeschichte wenig geändert, aber Aquaman war nun ein grimmiger und bärbeißiger Mann, mit Vollbart, langen Haaren und nacktem Oberkörper. Anstelle einer Hand, abgebissen von Piranhas, trug er einen imposanten Haken, teils auch eine Harpune. Mit seiner Reihe, Time and Tide konnte Peter David, der die Reihe vier Jahre lang betreute, die Popularität Aquamans steigern, auch zu einer Zeit, als aalglatte Superhelden zunehmend als langweilig empfunden wurden. Dieser Aquaman galt als grimmig und düster, kämpfte in Crossovers etwa mit Lobo, der sein Oberteil zerstörte und der in der DC-vs.-Marvel-Reihe den Marvel-Helden Namor/Sub-Mariner mit Leichtigkeit besiegte. DC war bemüht, einen Aquaman zu erschaffen, über den keine Witze mehr gemacht würden. Die Serie lief 75 Ausgaben lang, wobei nachfolgende Autoren wie Erik Larsen und Dan Jurgens nicht an Peter David anknüpfen konnten. Rick Veitch begann 2002 eine neue Serie, die nach 57 Ausgaben 2007 endete.
Direkt im Anschluss erhielt Aquaman keine eigene Serie mehr. 2011 startete DC all ihre Comicreihen im Zuge der New 52 neu, darunter auch Aquaman. Dieser erhielt zwar wieder sein klassisches Aussehen, mit kurzen blonden Haaren, orangem, engem Shirt und grüner, enganliegender Hose, war jedoch erneut deutlich grimmiger und als desillusionierter Held dargestellt. Bereits in den ersten Ausgaben von Ivan Reis und Joe Prado, beziehen sich diese auf Vorurteile und Witze über den Helden: Als Aquaman ein Fischrestaurant besucht, wird er von anderen Gästen verlacht, seine Bestellung eines Fischgerichtes empört sie. Er könne keinen Fisch essen, immerhin wären Fische seine Freunde und er spräche mit ihnen. Gereizt erwidert Aquaman, er spräche nicht mit Fischen. Diesen fehle es an Gehirnkapazität und Intelligenz für Gespräche. Er kontrolliere sie allein telepathisch und erteile ihnen Befehle.
2016 startete DC die Rebirth-Reihe, die auch Aquaman zunehmend politischer werden ließen, der sich gegen die Verschmutzung der Meere, auch durch die USA, stellte. Autor Dan Abnett rückte Aquamans Rolle als Diplomat dabei stärker in den Vordergrund. Der im Dezember 2018 erschienene Kinofilm Aquaman im Rahmen des DC Extended Universe setzte den Helden erstmals ins Zentrum einer Verfilmung. Die Darstellung durch Jason Momoa orientierte sich dabei klar an Peter Davids Comicinterpretation.

## In anderen Medien
- Aquaman taucht auch in der Folge „Aquaman“ der Serie Smallville auf, in der er zu Beginn der Folge Lois Lane vor dem Ertrinken rettet. Im weiteren Verlauf der Folge sabotiert er mit Clarks Hilfe ein Projekt von Lex Luthor, das (wenn auch nur als ungewollter Nebeneffekt) Meerestiere im Umkreis von einigen Kilometern tötet. Aquaman trägt in der Folge seine typische Farbkombination der Kleidung mit orangem Hemd und grüner Hose. Gespielt wird er von Alan Ritchson.

Am Ende der Folge gibt es – wie auch schon in der Smallville-Folge, in der der Rote Blitz eine Gastrolle hat – eine Anspielung auf die Gerechtigkeitsliga, deren Gründungsmitglieder unter anderem Aquaman, Green Arrow und der Rote Blitz sind. Arthur sagt am Ende der Folge zu Clark: „Vielleicht sollten wir eine Rettungsschwimmerstation aufmachen oder so.“
- Nach Aquamans Auftreten in Smallville wurde ein Pilotfilm für eine Aquaman-Fernsehserie produziert, die beim Sender The CW laufen sollte. Der Pilotfilm wurde jedoch nie ausgestrahlt, sondern später lediglich auf verschiedenen Internetseiten, unter anderem bei AOL und iTunes, zum Herunterladen angeboten.
- Aquaman taucht gelegentlich in der Zeichentrickserie Die Liga der Gerechten auf, die eine Zeichentrickadaption der Gerechtigkeitsliga ist, zu deren Gründungsmitgliedern Aquaman gehört. Außerdem ist er ein wiederkehrender Charakter in der Serie Batman: The Brave and the Bold.
- 1967 gab es bei dem US-amerikanischen Fernsehsender CBS eine Zeichentrickserie namens Aquaman – Herrscher über die sieben Weltmeere, die sich mit dem DC-Comic-Charakter und seinem Begleiter Aqualad befasste.
- In der zweiten Staffel der Fernsehserie Entourage wird unter der Regie von James Cameron ein fiktiver Spielfilm gedreht, in dem der Hauptcharakter der Serie Vincent Chase die Rolle des Aquaman übernimmt.
- In der Fernsehserie Family Guy tritt Aquaman in mehreren Episoden auf.
- Aquaman tritt als Sea Man (mit dem Running Gag Semen) in der Zeichentrickserie South Park in den Folgen Die Liga der Super Besten Freunde, 200 und 201 auf.
- In der Fernsehserie The Big Bang Theory taucht Raj in der Folge Der peinliche Kuss (Originaltitel The Justice League Recombination) der 4. Staffel in einem Aquaman-Kostüm auf, wobei dieses Kostüm noch ein rosa Seepferdchen beinhaltet. In der ganzen Folge beklagt er, dass er Aquaman spielen muss, da er diese Figur hasst und bringt zum Ausdruck, dass er sich viel lieber als Wonder Woman verkleidet hätte.
- In der englischen Fernsehserie Young Justice taucht er als der Ausbilder von Aqualad auf.
- In SpongeBob wird die Figur als „Meerjungfraumann“ parodiert. Dieser ist allerdings im Rentenalter und in einem Altersheim untergebracht. Sein Outfit sowie zahlreiche Rückblenden weisen auf die Vergangenheit als Superheld im Stil von Aquaman hin.
- In Batman v Superman ist Aquaman im Meer zu sehen, als er von einer Überwachungskamera von Lex Luthor gefilmt wird. Dies ist ein kurzer Gastauftritt als eines der Metawesen (z. B. The Flash, Wonder Woman), die in den folgenden Filmen des DC Extended Universe zu sehen sein werden. Dargestellt wird Aquaman hier von Jason Momoa.
- In Justice League aus dem Jahr 2017 hat Aquaman seinen ersten großen Kinoauftritt, gemeinsam mit Superman, Batman, dem Flash und Wonder Woman. Auch hier ist der Darsteller Jason Momoa.
- Im Dezember 2018 erschien der Film Aquaman, der erste eigenständige Kinofilm um die Figur des Aquaman, ebenfalls mit Jason Momoa.